# Bohdan Czerwak
Bohdan Ostapowycz Czerwak, ukr. Богдан Остапович Червак (ur. 29 czerwca 1964 w Drohobyczu) – ukraiński polityk, pedagog, historyk i publicysta, przewodniczący Organizacji Ukraińskich Nacjonalistów.

## Życiorys
W 1992 roku ukończył Drohobycki Instytut Pedagogiczny im. Iwana Franki ze specjalnością język ukraiński i literatura. W latach 1992–1995 był wykładowcą w Katedrze Literatury Ukraińskiej w Drohobyckim Instytucie Pedagogicznym. W tym też czasie został wybrany deputowanym rady miejskiej Truskawca. W roku 1995 osiadł w Kijowie, gdzie pełnił funkcję w głównym sekretariacie Organizacji Ukraińskich Nacjonalistów w Kijowie. Od roku 2001 jest redaktorem pisma Ukrajinśke słowo. Od roku 2001 pracował również w Gabinecie Rady Ministrów Ukrainy. Był początkowo zatrudniony jako główny specjalista w Departamencie Spraw Wewnętrznych Ukrainy. Po tzw. pomarańczowej rewolucji pełnił wiele funkcji w rządzie Wiktora Juszczenki. Mianowany m.in. dyrektorem Departamentu Państwowej Polityki Informacyjnej i Integracji Europejskiej w Państwowym Komitecie Radiowo-Telewizyjnym Ukrainy. 26 maja 2012 roku został wybrany na przewodniczącego Organizacji Ukraińskich Nacjonalistów.
Bohdan Czerwak jest autorem książek, m.in.: „Napered, ukrajinci!”, „Ołena Teliha: żyttia i tworczist´” oraz monografii „Bytwa za Wołyń” przedstawiającej ukraiński pogląd na problem obchodów 60. rocznicy rzezi wołyńskiej.
Żonaty, ma dwoje dzieci.